# Chinedu Obasi
Chinedu Obasi Ogbuke (Enugu, 1 juni 1986) – alias Edu – is een Nigeriaans betaald voetballer die bij voorkeur in de aanval speelt. In 2005 debuteerde hij in het Nigeriaans voetbalelftal.

## Carrière
Edu kwam samen met John Obi Mikel naar Noorwegen om te gaan spelen bij FC Lyn Oslo. Edu speelde op het wereldkampioenschap voetbal onder 20 in 2005 voor zijn geboorteland Nigeria. Nigeria verloor de finale van Argentinië (2–1), na onder meer Nederland en Marokko te verslaan. In augustus 2006 meldde The Times dat Arsenal FC interesse had in Edu. Hij zou volgens berichten in december niettemin vertrekken naar Lokomotiv Moskou, maar dat ketste af. Uiteindelijk ging hij transfervrij naar TSG 1899 Hoffenheim, waar hij van 2007 tot 2012 speelde. In totaal kreeg Obasi speeltijd in 92 competitieduels bij Hoffenheim, waarin hij 24 doelpunten maakte. Vanaf de tweede seizoenshelft van de Bundesliga 2011/12 kwam Obasi in actie voor FC Schalke 04 en kende hij zijn meest actieve periode bij Schalke in het seizoen 2013/14, toen hij vijftien keer in actie kwam in de competitie (driemaal trefzeker). In de UEFA Champions League 2014/15 speelde Obasi in vier groepswedstrijden. In de wedstrijd tegen Sporting Lissabon (4–3 overwinning) maakte hij de gelijkmaker, nadat Nani Sporting op voorsprong had geschoten. Bij Schalke verliep Obasi's contract in juni 2015.
Obasi nam met zijn vaderland deel aan het WK voetbal 2010 in Zuid-Afrika, waar The Super Eagles onder leiding van de Zweedse bondscoach Lars Lagerbäck voortijdig werden uitgeschakeld in een groep met Argentinië, Griekenland en Zuid-Korea.

### Statistieken
| Seizoen | Club                | Competitie   | Wedst. | Goals |
| ------- | ------------------- | ------------ | ------ | ----- |
| 2005/06 | FC Lyn Oslo         | Tippeligaen  | 5      | 1     |
| 2006/07 | FC Lyn Oslo         | Tippeligaen  | 13     | 8     |
| 2007/08 | FC Lyn Oslo         | Tippeligaen  | 11     | 5     |
| 2007/08 | TSG 1899 Hoffenheim | 2.Bundesliga | 27     | 11    |
| 2008/09 | TSG 1899 Hoffenheim | Bundesliga   | 24     | 6     |
| 2009/10 | TSG 1899 Hoffenheim | Bundesliga   | 23     | 7     |
| 2010/11 | TSG 1899 Hoffenheim | Bundesliga   | 5      | 0     |
| 2011/12 | TSG 1899 Hoffenheim | Bundesliga   | 13     | 0     |
| 2011/12 | → FC Schalke 04     | Bundesliga   | 10     | 1     |
| 2012/13 | FC Schalke 04       | Bundesliga   | 4      | 0     |
| 2013/14 | FC Schalke 04       | Bundesliga   | 15     | 3     |
| 2014/15 | FC Schalke 04       | Bundesliga   | 6      | 0     |
|         |                     | Totaal       | 158    | 42    |

## Erelijst
Nigeria
- Olympische Zomerspelen 2008

 2008